# Седмица на гората (1939)
 Тази статия е за вестника.  За празника вижте Седмица на гората.  
„Седмица на гората“ с подзаглавие Горско-пропаганден лист по случай седмицата на гората е български вестник, излязъл в Неврокоп, България.
Излиза в единствен брой през април 1939 година. Издание е на Лесовъдската колегия в Неврокопско. Уреждат В. Цветков и В. Ставрев. Печата се в печатница „Б. А. Кожухаров“ в София в 2000 тираж. Представлява агитационен вестник за защита на горите.